# 안보라 (1983년)
안보라(1983년 9월 18일 ~ )는 대한민국의 앵커이다.

## 학력
- 이화여자대학교 언론홍보영상학과

## 경력
- 2009년 여수 MBC 아나운서
- 2011년 YTN 앵커

## 방송
- 국민 신문고
- 뉴스 오늘(2013년 ~ 2014년)
- 굿모닝 YTN
- YTN 뉴스나이트
- 뉴스통
- 뉴스가 있는 저녁
- YTN 이브닝뉴스
- YTN 뉴스라이더